# 二室塚古墳
二室塚古墳（にしつづかこふん、服部川25号墳）は、大阪府八尾市服部川にある古墳。形状は円墳または方墳。高安古墳群（うち服部川支群）を構成する古墳の1つ。八尾市指定史跡に指定されている。
2つの片袖式石室を連接した特異な二室構造の石室を有する古墳であり、明治期にウィリアム・ゴーランドとロマイン・ヒッチコックがガラス乾板による写真撮影をおこなった古墳としても知られる。

## 概要
大阪府東部、生駒山地西麓の尾根上緩緩斜面（標高約135-136メートル）に築造された古墳である。一帯は高安古墳群のうちで最も古墳が集中する地域であり、本古墳の墳丘北東側は服部川127号墳の墳丘裾と重複する。1887-1888年（明治20-21年）頃にウィリアム・ゴーランドとロマイン・ヒッチコックがガラス乾板による写真撮影をおこなっているほか、2006年度（平成18年度）に墳丘測量調査等が行われているが、発掘調査は実施されていない。
墳形は円形または方形で、直径（一辺）20メートル・高さ5.1メートルを測る。埋葬施設は横穴式石室で、南西方向に開口する。石室全長11.2メートルを測る大型石室であるとともに、片袖式石室を2つ連接した二室構造であり、高安古墳群の交互二室塚古墳のほか全国的にも類例のない石室として注目される。石室内は盗掘に遭っており、わずかに石棺片・鉄釘・耳環・須恵器・土師器のみが採集されている。
築造時期は、古墳時代後期の6世紀後半頃と推定される。畿内中枢部の高安古墳群において、交互二室塚古墳とともに独自の高度な石室構造・系譜が創出された点で、当時の畿内ヤマト王権下における被葬者集団の実態を考察するうえで重要視される。またウィリアム・ゴーランドとロマイン・ヒッチコックは、本古墳で写真撮影を行ったうえで「双室ドルメン」としていち早く欧米で紹介しており、考古学史上としても重要な古墳になる。
古墳域は2007年（平成19年）に八尾市指定史跡に指定されている。現在では石室内部への立ち入りは制限されている。なお、高安古墳群の主要部分は「高安千塚古墳群」として国の史跡に指定されているが、本古墳は指定範囲外である。

## 遺跡歴
- 1887-1888年（明治20-21年）頃、ウィリアム・ゴーランドとロマイン・ヒッチコックによる調査・写真撮影（1891・1897年に報告）[1]。
- 1966年度（昭和41年度）、石室清掃・実測調査（大阪府教育委員会、1966年に報告）[1]。
- 石室実測調査（花田勝広）[1]。
- 2006年度（平成18年度）、墳丘測量調査・石室写真撮影・石室実測図トレース（八尾市教育委員会、2007年に報告）[1]。
- 2007年（平成19年）3月12日、八尾市指定史跡に指定。
- 2008年度（平成20年度）、出土遺物整理（八尾市教育委員会、2009年に報告）。

## 埋葬施設

石室俯瞰図

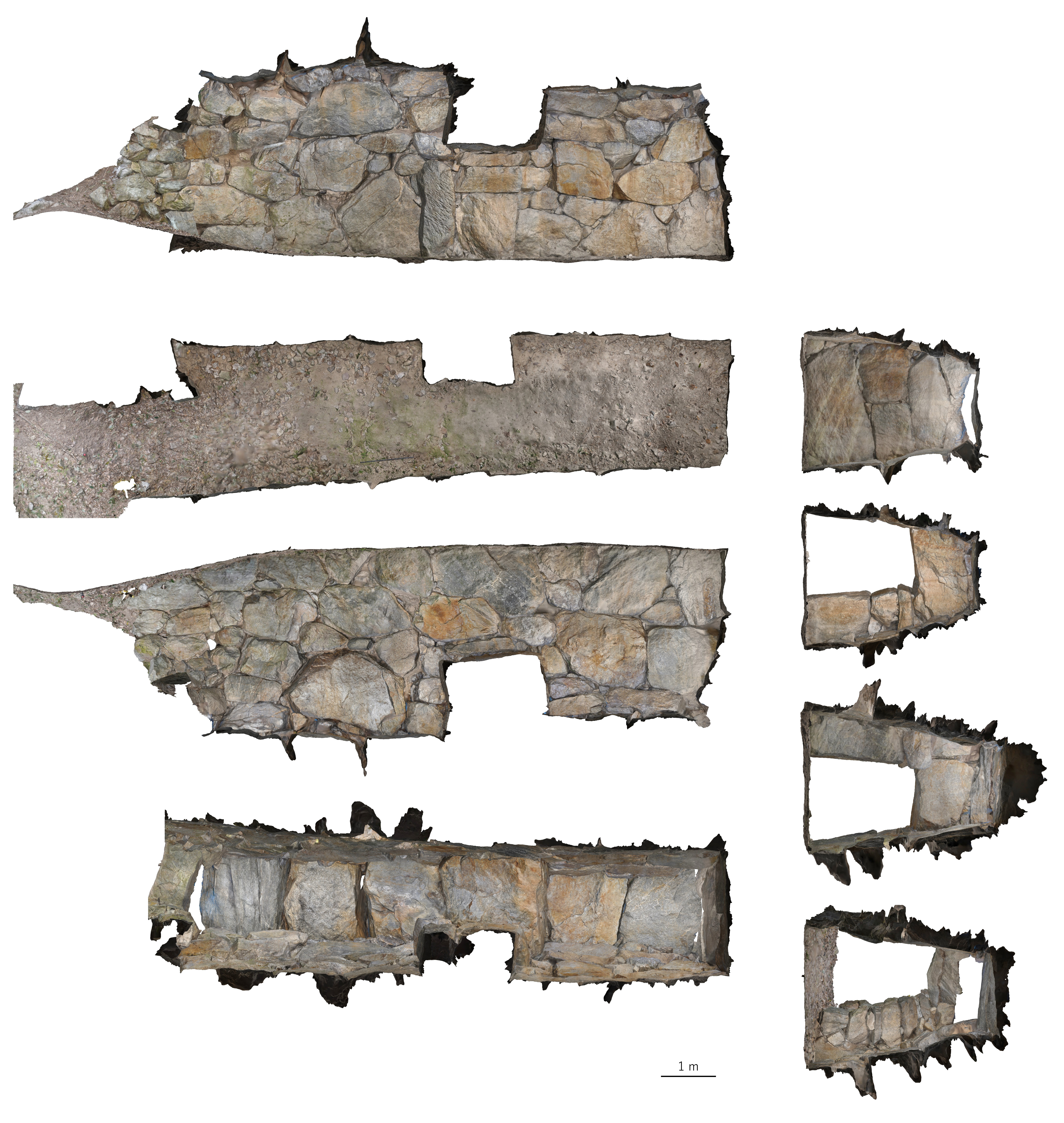
石室展開図

埋葬施設としては横穴式石室が構築されており、南西方向に開口する。片袖式石室を2つ連接した二室構造の石室である。石室の規模は次の通り。
- 石室全長：11.2メートル
- 後室：長さ3.82メートル、幅2.3メートル、高さ3.05メートル
- 袖部：長さ1.5メートル、幅1.7メートル、高さ2.0メートル
- 前室：長さ4.4メートル、幅2.4メートル、高さ3.2メートル
- 羨道：長さ1.6メートル、幅1.6メートル、高さ1.8メートル

後室・前室は、1-2メートル程度の石材による3-4段積み。袖部は2列の石材によって構築され、前室側は天井石が載らないためテラス状を呈する。羨道は、0.8メートル程度の小ぶりの石材の平積みによる。
昭和期の実測調査では、石室内で鉄釘・耳環2・須恵器片・土師器片が採集されている。また2006年度（平成18年度）の調査の際には、二上山産凝灰岩片（組合式石棺底石か）が採集されている。鉄釘・石棺片の出土から木棺・組合式石棺の使用が示唆されるが、釘の型式と石室の規模から、組合式石棺が初葬棺で、木棺は追葬棺と推測される。

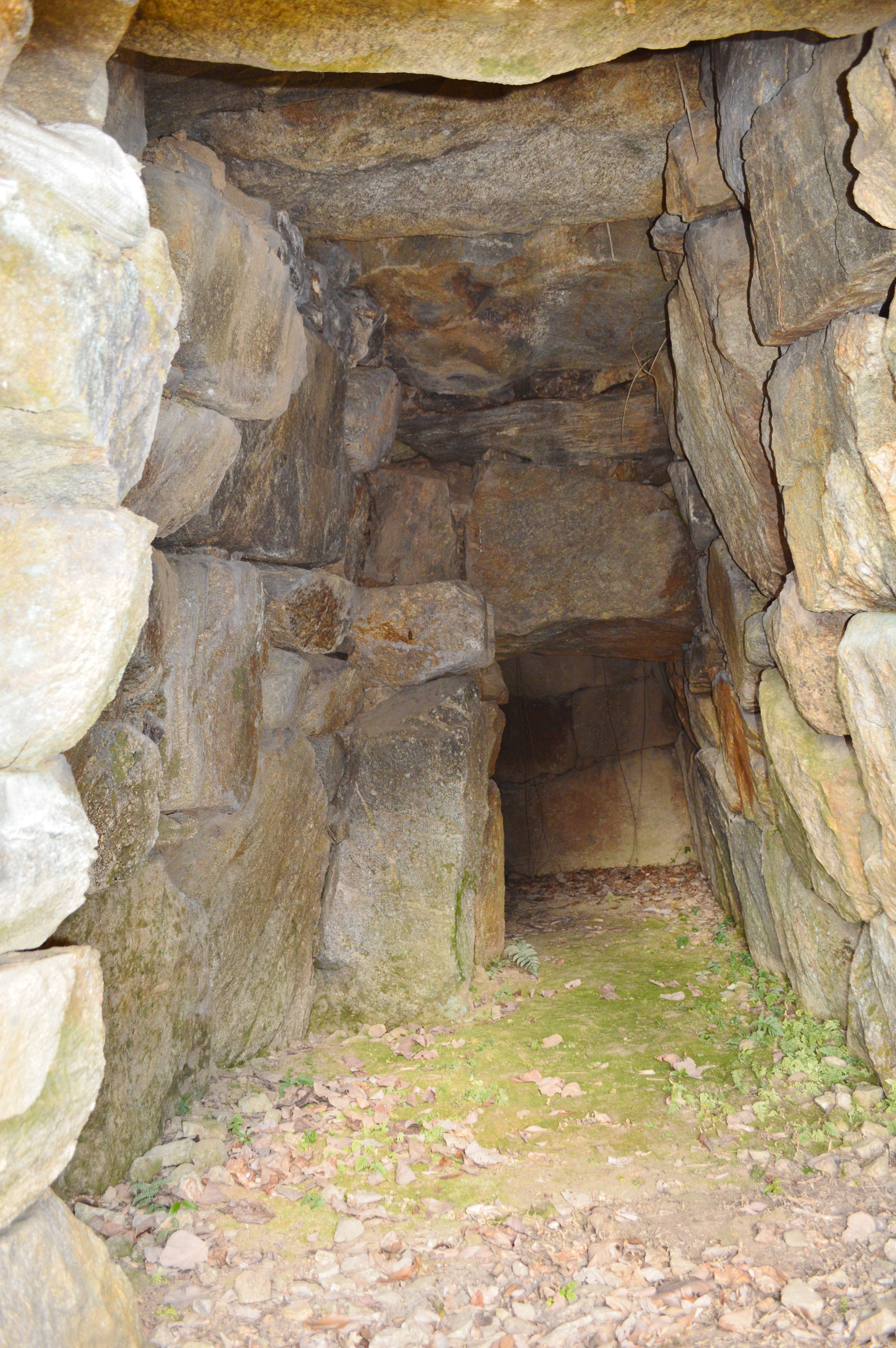
前室（後室方向）
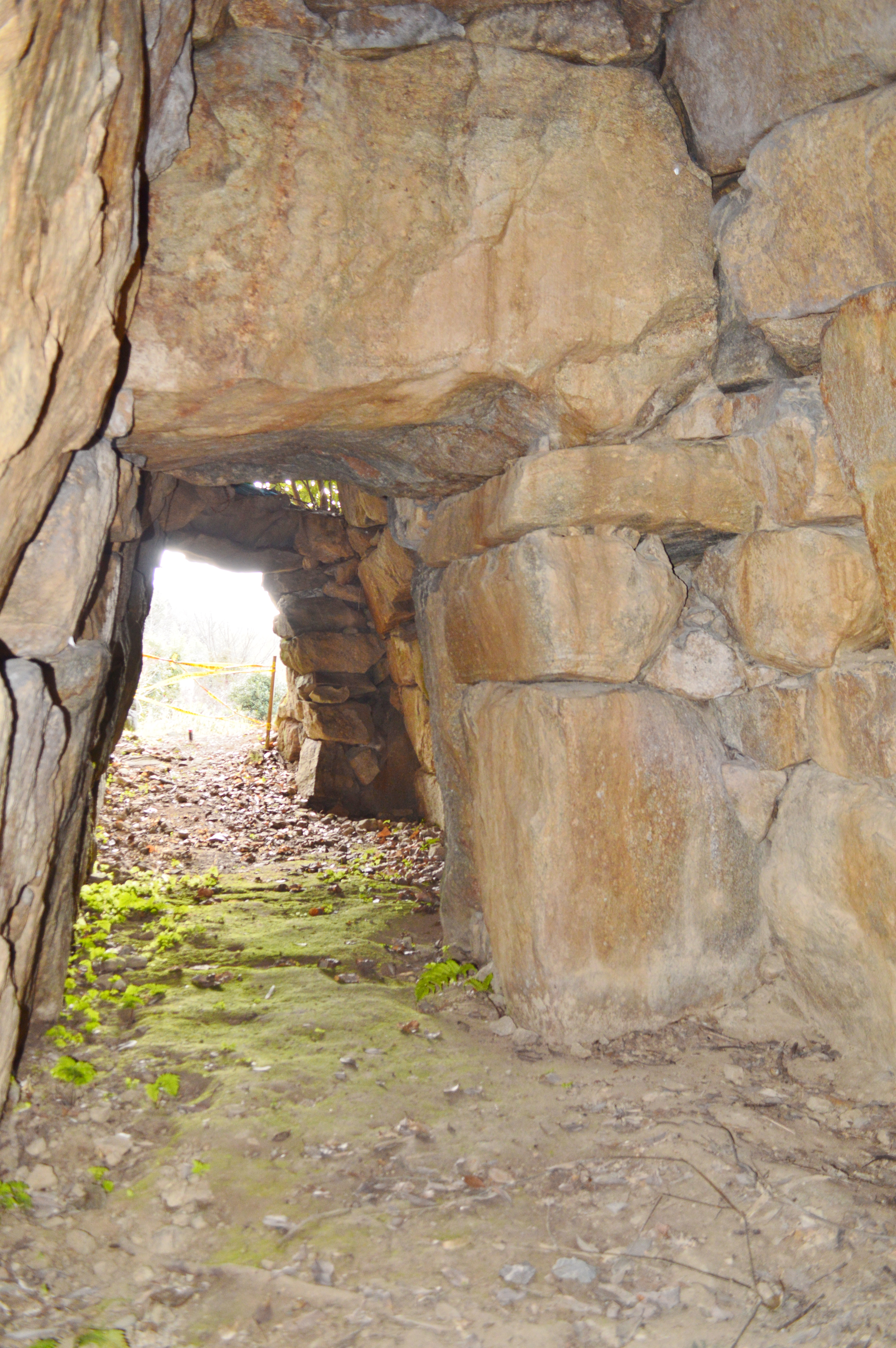
後室（開口部方向）

## 文化財

### 八尾市指定文化財
- 史跡
  - 高安千塚古墳群 二室塚古墳石室 - 2007年（平成19年）3月12日指定[3]。

## 関連文献
（記事執筆に使用していない関連文献）
- ウィリアム・ゴーランド、ロマイン・ヒッチコック関係
  - Romyn Hitchcock (1891). The ancient burial mounds of Japan. United States National Museum
  - William Gowland (1897). The dolmens and burial mounds in Japan. Nichols
  - W. ゴーランド（上田宏範校注、稲本忠雄訳）「日本のドルメンと埋葬墳」『日本古墳文化論 -ゴーランド考古論集-』創元社、1981年。
  - ヴィクター・ハリス、後藤和雄『ガウランド 日本考古学の父』朝日新聞社、2003年。
  - 上田宏範 編『ロマイン・ヒッチコック -滞日二か年の足跡-』橿原考古学協会、2006年。
- その他
  - 『八尾市高安古墳群の調査 -昭和41年度第1次郡川其他地区調査概要-』大阪府教育委員会、1966年。
  - 「八尾市高安古墳群の調査 -昭和41年度第1次郡川其他地区調査概要-」『大阪府文化財調査概要』 1965・66年度、大阪府文化財センター、1975年。
  - 西森忠幸「横穴式石室の増改築について -河内の二室交互塚古墳をめぐって-」『古代学研究』第162号、古代學研究會、2003年9月、38-42頁。
  - 花田勝広『高安古墳群の基礎的研究』八尾市教育委員会文化財課〈八尾市文化財紀要13〉、2008年。
  - 『新版八尾市史』 考古編1 -遺跡からみた八尾の歩み-、八尾市、2017年。